# Paracentrotus gaimardi
Paracentrotus gaimardi is een zee-egel uit de familie Parechinidae. De wetenschappelijke naam van de soort werd in 1825 gepubliceerd door Henri Marie Ducrotay de Blainville.